# 1921
1921. је била проста година.

## Догађаји

### Фебруар
- 21. фебруар — Реза Шах је преузео контролу над Техераном након успешног државног удара.
- 25. фебруар — Црвена армија је напала Грузију, заузела Тбилиси и прогласила нову Грузијску ССР.
- 28. фебруар — У Кронштату је избила Кронштатска побуна морнара руске флоте против бољшевика.

### Март
- 2. март — Проглашена је Лабинска република током побуне истарских рудара против надолазеће италијанске фашистичке политике.
- 4. март — Ворен Хардинг је инаугурисан за 29. председника САД.
- 8. март — Француске трупе улазе у делове Рура, након што је Немачка покушала да преговара око износа репарација.
- 18. март — Потписивањем мира у Риги између Пољске и Совјетске Русије формално је окончан Пољско-совјетски рат.
- 18. март — Бољшевици су војном интервенцијом окончали побуну морнара у Кронштату, главној бази руске Балтичке флоте.
- 21. март — Декретом уведена Нова економска политика у Совјетској Русији.

### Април
- 10. април — Суен Јатсен изабран за првог председника Кине.
- 11. април — Установљен је Емират Трансјордан, аутономни део Британског мандата над Палестином, са емиром Абудлахом I од Јордана.
- 19. април — Ступио на снагу закон о подели Ирске на Републику Ирску и Северну Ирску, која је остала део Велике Британије.

### Мај
- 3. мај — Основана провинција Северна Ирска.

### Јун
- 28. јун
  - Усвојен Видовдански устав, којим је Краљевина СХС проглашена уставном, парламентарном и монархијом.
  - Спасоје Стејић Баћо извршио неуспешан атентат на регента Александра Карађорђевића.

### Јул
- 11. јул — Примирјем је окончан Ирски рат за независност
- 11. јул — Проглашена је независност Монголије од Кине, под окриљем Црвене армије
- 17. јул — На северу Албаније проглашена Република Мирдита.
- 18. јул — Први пут примењена БЦГ вакцина против туберкулозе.
- 21. јул — Алија Алијагић је у Делницама убио министра унутрашњих послова Милорада Драшковића.
- 21. јул — Шпанске трупе тешко поражене у бици код Ануала током Рифског рата.
- 27. јул — Тим истраживача на Универзитету у Торонту на челу са Фредериком Бентингом је објавио откриће инсулина.
- 28. јул — Адолф Хитлер је дошао на чело НСДАП.

### Август
- 2. август — Донесен је Закон о заштити јавне безбедности и поретка у држави против комуниста, анархиста и других којима је КПЈ стављена ван закона, а њеним посланицима одузети мандати.

### Септембар
- 11. септембар — Основан је Југословенски атлетски савез.
- 18. септембар — Становници Рифа прогласили Рифску републику, независну од Шпанаца и мароканског султана, на челу са Абд ел-Кримом.
- 21. септембар — У експлозији силоса фабрике БАСФ у Опауу, у коме је било складиштено око 4500 тона амонијум сулфата и амонијум нитрата погинуло је најмање 500 особа.

### Октобар
- 13. октобар — Совјетске републике Русија, Јерменија, Азербејџан и Грузија су потписале Карски мир са Великом народном скупштином Турске чиме су утврђене данашње границе између Турске и јужнокавскаских држава.

### Децембар
- 6. децембар — У Лондону је потписан Англо-ирски споразум о успостављању Ирске Слободне Државе, независне државе која укључује 26 од 32 ирска округа.
- 18. децембар — Основана је Социјалистичка партија Југославије.

### Датум непознат
- Хронологија радничког покрета и КПЈ 1921.

## Рођења

### Јануар
- 26. јануар — Акио Морита, јапански бизнисмен, творац Сонија. (†1999)

### Фебруар
- 28. фебруар — Пјер Клостерман, пилот ловац из Другог светског рата. (†2006).

### Март
- 23. март — Доналд Кембел, енглески спортиста. (†1967)

### Мај
- 24. март — Василиј Смислов, руски велемајстор и бивши првак света у шаху. (†2010).

### Април
- 16. април — Питер Јустинов, британски глумац, редитељ и писац. (†2004).
- 25. април — Карел Апел, немачки сликар. (†2006).

### Мај
- 4. мај — Едо Муртић, хрватски сликар (†2005).
- 21. мај — Андреј Сахаров, руски физичар и Нобеловац за мир 1975. (†1989)

### Јун
- 10. јун — Жан Робик, француски бициклиста. (†1980).

### Јул
- 4. јул — Жерар Дебре, француски економиста. (†2004).
- 7. јул — Драгомир Фелба, југословенски глумац. (†2006).
- 16. јул — Крсте Црвенковски, македонски политичар. (†2001).
- 18. јул — Џон Глен, амерички пилот, космонаут и политичар. (†2016).
- 25. јул — Пол Вацлавик, аустријско-амерички психолог. (†2007).

### Август
- 15. август — Варвара Божић, српска игуманија Манастира Тавне. (†2008)
- 16. август — Чарлс Буковски, амерички књижевник. (†1994)

### Септембар
- 3. септембар — Жика Митровић, српски филмски режисер и сценариста. (†2005)
- 8. септембар — Динко Шакић, командант логора Јасеновац. (†2008)
- 12. септембар — Станислав Лем, пољски књижевник. (†2006).
- 24. септембар — Зуко Џумхур, путописац, сликар и карикатуриста. (†1989).

### Октобар
- 5. октобар — Драго Ланг, народни херој Југославије. († 1942)
- 13. октобар — Ив Монтан, француски шансонијер и глумац. († 1991)
- 25. октобар — Михај Румунски, краљ Румуније. (†2007).

### Новембар
- 3. новембар — Чарлс Бронсон, амерички глумац. (†2003).
- 11. новембар — Миша Павић, српски фудбалер и тренер. (†2005).
- 27. новембар — Александер Дупчек, чехословачки политичар. (†1992).

### Децембар
- 19. децембар — Блаже Конески, македонски писац. (†1993)
- 29. децембар — Добрица Ћосић, српски књижевник. (†2014).

### Непознат датум
- непознат датум —
  - Википедија:Непознат датум — Драгиша Станисављевић, српски вајар. (†2012).

## Смрти

### Јануар
- 1. јануар — Теобалд фон Бетман Холвег, немачки политичар. (*1856)
- 20. јануар — Живојин Мишић, српски војсковођа и војвода. (*1855)

### Март
- 15. март — Мехмед Талат-паша, турски политичар. (*1874)
- 22. март — Никола I Петровић, црногорски краљ (*1841)

### Април
- 15. април — Фриц Харман, немачки масовни убица. (*1879)

### Август
- 4. август — Алија Алијагић, комунистички револуционар. (*1896)
- 9. август — Јован Атанацковић, српски генерал. (*1848)
- 16. август — Петар I Карађорђевић, краљ Србије и Југославије. (*1844)

### Септембар
- 22. септембар — Иван Вазов, бугарски књижевник. (*1850)

### Новембар
- 23. новембар — Џон Бојд Данлоп, шкотски ветеринар. (*1840)

### Децембар
- 12. децембар — Хенријета Левит, амерички астроном. (*1868)

## Нобелове награде
- Физика — Алберт Ајнштајн
- Хемија — Фредерик Соди
- Медицина — Награда није додељена
- Књижевност — Анатол Франс
- Мир — Премијер и представник Шведске у савету Лиге народа Јалмар Брантинг (Шведска) и Кристијан Лоус Ланге (Норвешка)
- Економија — Награда у овој области почела је да се додељује 1969. године